# Porrorchis leibyi
Porrorchis leibyi är en hakmaskart som beskrevs av Schmidt och Kuntz 1967. Porrorchis leibyi ingår i släktet Porrorchis och familjen Plagiorhynchidae. Inga underarter finns listade i Catalogue of Life.